# Miresa alma
Miresa alma är en fjärilsart som beskrevs av Druce 1898. Miresa alma ingår i släktet Miresa och familjen snigelspinnare. Inga underarter finns listade i Catalogue of Life.